# Monocelis fusca
Monocelis fusca är en plattmaskart som beskrevs av Anders Sandoe Oersted 1843. Monocelis fusca ingår i släktet Monocelis och familjen Monocelididae. Arten är reproducerande i Sverige. Inga underarter finns listade i Catalogue of Life.